# Austrochilus schlingeri
Espèce
Austrochilus schlingeri est une espèce d'araignées aranéomorphes de la famille des Austrochilidae.

## Distribution
Cette espèce est endémique de la région métropolitaine de Santiago au Chili,. Elle se rencontre vers El Canelo.

## Description
Le mâle holotype mesure 9,50 mm et la femelle paratype 15,34 mm.

## Systématique et taxinomie
Cette espèce a été décrite par Forster, Platnick et Gray en 1987.

## Étymologie
Cette espèce est nommée en l'honneur d'Evert Irving Schlinger.

## Publication originale
- Forster, Platnick & Gray, 1987 : « A review of the spider superfamilies Hypochiloidea and Austrochiloidea (Araneae, Araneomorphae). » Bulletin of the American Museum of Natural History, vol. 185, no 1, p. 1-116 (texte intégral).